# Великое Восточно-Сибирское землетрясение (1725)
Великое Восточно-Сибирское землетрясение — землетрясение, произошедшее 21 января (1 февраля) 1725 года к северо-востоку от озера Байкал в районе Станового нагорья. Это землетрясение следует рассматривать как одно из сильнейших в пределах Восточной Сибири за всю историю её освоения. Ориентировочно интенсивность землетрясения в эпицентре составила 11 баллов. О землетрясении сохранилось очень мало сведений, что обусловлено малой и редкой заселённостью территории в то время. Почти вся имеющаяся информация об этом событии заимствована из дневника немецкого натуралиста Даниила Готлиба Мессершмидта, путешествовавшего в 1720-х годах по Сибири. По его свидетельству:

21 января в 7 ч. вечера, при совершенно тихой погоде неожиданно началось довольно сильное землетрясение, которое потрясло весь острог. Я боялся, что мой дом, который был очень старый, развалится, так как балки трещали и всё, что висело на стенах комнаты, двигалось подобно часовому маятнику. Первые колебания земли продолжались около четверти часа, а в 7 ч. 45 мин. всё снова начало двигаться, но медленнее и не очень долго.
На следующий день Мессершмидт обнаружил вокруг своего дома небольшие расщелины шириной с большой палец. Лёд на реках Чите и Ингоде вследствие землетрясения сильно потрескался, никаких других следов не наблюдалось.
2 марта, по пути в Удинск (ныне Улан-Удэ), Мессершмидт узнал, что в тот же день, 21 января, было сильное землетрясение и в других забайкальских острогах: Еравненском, Нерчинском и Телембинском.
В исторических документах имеется свидетельство, что землетрясение это ощущалось и в Иркутске.
Основные параметры землетрясения были определены в 1960-х годах с помощью палеосейсмогеологического метода, разработанного иркутскими учёными..